# لين ميخائيل براون
لين ميخائيل براون (بالإنجليزية: Lyn Mikel Brown)‏ هي كاتِبة أمريكية، ولدت في 12 فبراير 1956 في فانكبرو في الولايات المتحدة.